# Vanilla imperialis
Espèce
Synonymes
- Vanilla grandifolia var. lujae (De Wild.) Geerinck[1]
- Vanilla imperialis var. congolensis De Wild.[1]
- Vanilla lujae De Wild.[1]

Vanilla imperialis est une espèce d'orchidées du genre Vanilla.

## Description

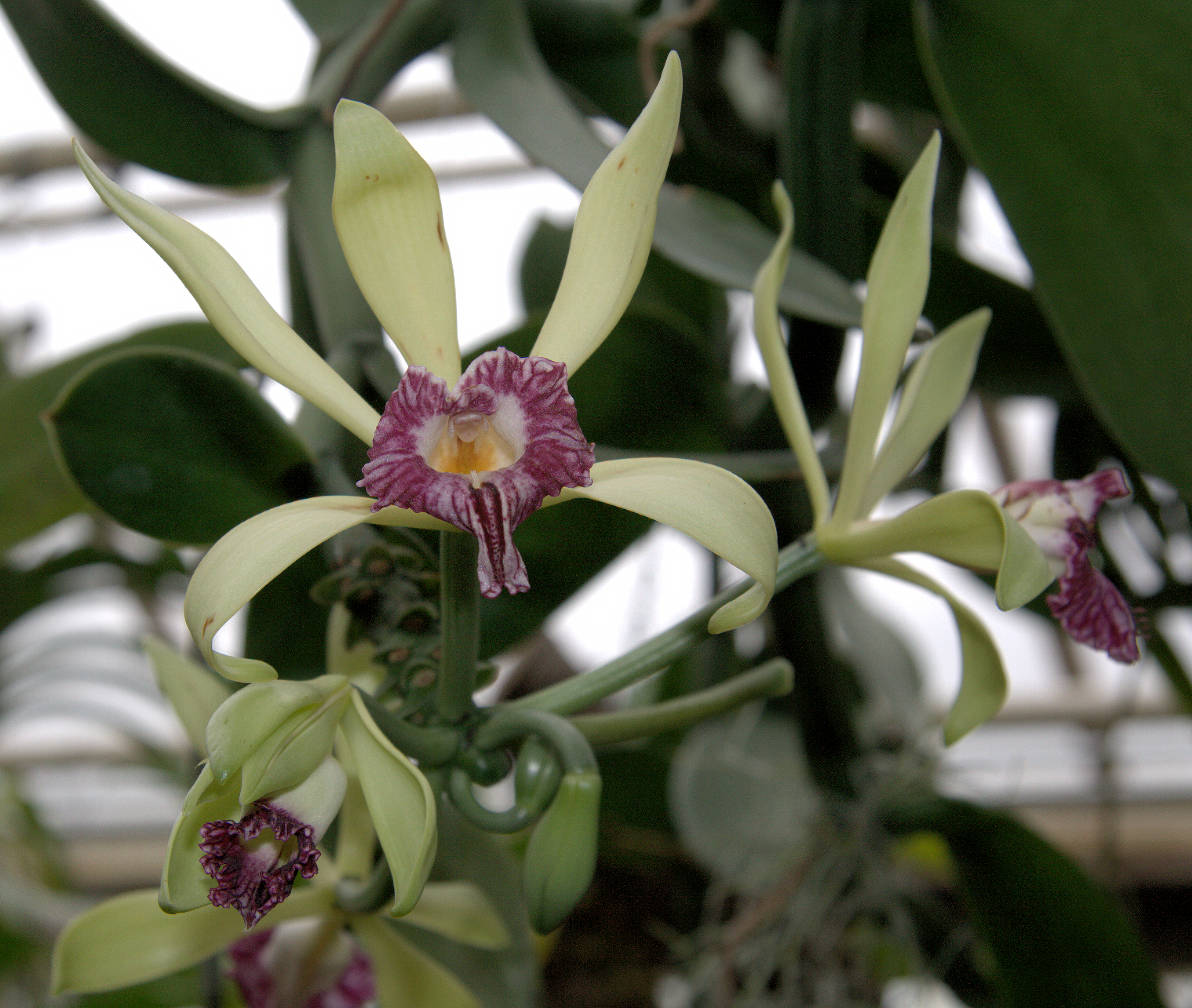
Fleur.

## Distribution
On la trouve de l'ouest de l'Afrique tropicale jusqu'au sud-ouest de l'Éthiopie et en Angola.

## Liste des variétés
Selon Tropicos (1 mars 2019) :
- variété Vanilla imperialis var. congolensis De Wild.